# 별망중학교
별망중학교(別望中學校)는 대한민국 경기도 안산시 단원구 초지동에 있는 공립 중학교이다.

## 학교 연혁
- 2001년 1월 8일 : 별망중학교 설립인가(46학급)
- 2001년 1월 8일 : 초대 강대구 교장 취임
- 2001년 3월 2일 : 제1회 입학식(3학급 121명)
- 2002년 2월 15일 : 제1회 졸업식(1학급 34명, 총 34명)
- 2023년 3월 1일 : 제9대 문영화 교장 취임
- 2024년 1월 5일 : 제23회 졸업식(7학급 193명, 총 6,940명)
- 2024년 3월 4일 : 제24회 입학식(7학급 179명)

## 참고 자료
- 별망중학교 - 한국교육학술정보원 학교알리미